# Zeria umbonata
Zeria umbonata är en spindeldjursart som först beskrevs av Roewer 1933.  Zeria umbonata ingår i släktet Zeria och familjen Solpugidae. Inga underarter finns listade i Catalogue of Life.